# Asociación Argentina de Actores y Actrices
La Asociación Argentina de Actores (AAA) es una asociación sindical, profesional y mutual de la Argentina que reúne a los actores de todo el país. Fue fundada el 18 de marzo de 1919.

## Historia
La asociación de los actores argentinos se inició en 1906 para fines mutuales, con la Asociación de Artistas Dramáticos y Líricos Nacionales. En 1919 los actores se organizaron sindicalmente, ante la gran cantidad de incumplimientos de las compañías de teatros, creando la Sociedad Argentina de Actores el 18 de marzo de 1919, con una asamblea realizada en el Teatro Argentino.
La primera comisión directiva estuvo integrada entre otros por Alberto Drames (el más votado), Alfredo Lliri (el segundo más votado), Juan Mangiante, Félix Blanco, Carlos Perelli, José Franco, Francisco Bastardi, Francisco Márquez y García de la Vega.
Ese mismo año, ante el rechazo de sus peticiones por la Sociedad de Empresarios, la AAA declaró una huelga que abarcó Buenos Aires, Rosario y Bahía Blanca, y que terminó siendo derrotada, cuando los actores de las compañías españolas llegaron a un acuerdo de manera individual. Las empresas entonces se negaron a contratar a actores sindicalizados, y con quienes sólo Pablo Podestá trabajó. En 1920, la SAA firmó con los empresarios las llamadas "Bases de Trabajo", el primer convenio colectivo de los actores en Argentina. En 1921, se fundó una entidad paralela, la Unión Argentina de Actores, a la que había que afiliarse obligatoriamente para poder ser contratado. Ambas entidades se fusionaron el 25 de agosto de 1924, en una asamblea realizada en el Teatro Princesa, con el nombre de “Asociación Argentina de Actores”, aunque esta asociación, agrupó tanto a actores como empresarios, dividiéndose desde entonces los actores en "gremialistas" (quienes sostenían la necesidad de darle carácter sindical) y "mutualistas" (quienes defendían la ayuda mutua de todos los actores).
En 1926 la entidad apoyó la creación de un partido político comunal en la Ciudad de Buenos Aires que se llamó Partido Gente de Teatro y llevó como candidato a Florencio Parravicini, obteniendo el 6 % de los votos, siendo elegido Parravicini concejal hasta 1930, pero su desempeño imprevisible, en general, defraudó a los actores.
Ante la tendencia exclusivamente mutualista adoptada por la AAA, en 1934, se creó el Sindicato Argentino de Actores, dirigido por Héctor Quintanilla, Pablo Racciopi, Diego Martínez, Víctor Eiras, Juan Carlos Croharé, Pedro Quartucci y Homero Cárpena, entre otros. La principal reivindicación era el respeto del descanso semanal para los actores, derecho que las empresas negaban porque sostenían que ellos no eran propietarios de fábricas ni lucraban con el trabajo de los actores. Pese a la debilidad derivada de la existencia de dos organizaciones de actores, en 1935 se lograron ciertos avances en materia de descanso semanal, cuando el SAA era dirigido por Iris Marga, con la asesoría legal del también diputado nacional socialista Mario Bravo.
En 1937, nuevamente se crea una organización única de los actores, al fusionarse el SAA y la AAA, manteniéndose el nombre original de Asociación Argentina de Actores, siendo Iris Marga su vicepresidenta. Para entonces, la AAA se había vinculado a la Casa del Teatro, hospedaje para actores en situación de necesidad, creada en 1927 con fuerte apoyo estatal, donde instaló además su sede. 
En 1937 el gobierno de la ciudad de Buenos Aires estableció un impuesto obligatorio a pagar por las empresas para financiar la Caja de Socorros de la AAA. En 1938, se afilió a la AAA Eva Duarte, quien por entonces aún era una actriz poco conocida. En 1940/41 se inauguró una “Casa de Descanso”, con fines de turismo sindical, en la provincia de Córdoba.
En 1942 la AAA firmó con el sector empresarial una nuevas Bases de Trabajo y un Contrato Único, para los actores, contemplando un salario mínimo. 
En 1943 se creó la FADEP (Federación Argentina del Espectáculo Público), integrada por la Asociación Argentina de Actores, la Asociación Argentina de Artistas Circenses y de Variedades, la Asociación de Músicos de la Argentina, la Asociación del Profesorado Orquestal, la Asociación Gente de Radioteatro, la Asociación Gremial de la Industria Cinematográfica Argentina, la Sociedad Argentina de Autores y Compositores de Música, la Sociedad Argentina de Locutores, Sociedad Argentina de Técnicos Operadores Radiotelefónicos, Sociedad General de Autores de la Argentina, Unión Electricistas de Teatro y Unión Maquinistas de Teatro. En 1945 se firmó un nuevo convenio colectivo de trabajo, que contempló un depósito en garantía por parte de las empresas.
En la época peronista (1945-1955), impulsó y logró que el gobierno peronista aprobara un proyecto estableciendo que el 50 % de las obras estrenadas debían ser argentinas y el 70 % de los actores, argentinos, conocida como 34 de la Ley 11.723. La norma produjo una violenta reacción patronal, acusando a la AAA de promoverla.
En 1946, nuevamente los gremios representantes de actores se dividen, y una lista perdedora creó la Asociación Gremial Argentina de Actores” (ACAA), "La Gremial", que poco después recibió la personería gremial, razón por la cual la AAA se orientó casi exclusivamente a la tarea mutual. Ese mismo año, la entidad patronal, la SADET declaró un lock out, oponiéndose a los reclamos de los actores.
En 1953, la Asociación Argentina de Actores, la Asociación Gremial Argentina de Actores y la Asociación Gente de Radioteatro se fusionaron con el nombre de Sindicato de Actores de la República Argentina (SADRA), manteniendo la personería gremial de "La Gremial". En 1955 fue elegido Francisco Rullán, como secretario general. El sindicato organizó secretarías por ramas y se extendió a filiales en varias partes del país. También, en febrero de ese año, el sindicato se afilió a la Federación Internacional de Artistas (FIA). 
Al producirse el golpe militar de 1955, el sindicato fue intervenido por el régimen militar, asumiendo su dirección un marino. Una de sus decisiones fue renombrar el sindicato como Asociación Argentina de Actores. La AAA aparece mantiene relaciones contradictorias con un sindicato paralelo irrepresentativo (luego anulada). 
En 1957 la AAA luchó exitosamente, integrando el “Movimiento pro habilitación”, por evitar que las obras de construcción del Teatro Municipal General San Martín, iniciadas en la época de Perón, fueran destinadas a crear un edificio de oficinas administrativas.
En la década de 1960 la televisión comienza a concentrar la actividad de los actores, a la vez, que muchos teatros cerraron. La AAA firmó en 1959 el primer convenio colectivo regulatorio del trabajo actoral en televisión. Entre otras cláusulas, allí se estableció la prohibición de transmitir por televisión las obras de teatro en cartel, con el fin de proteger el teatro "en vivo".
En 1961, los afiliados discutieron la permanencia o no en la Confederación General del Trabajo (CGT), triunfando la posición de permanecer afiliados a ella. En 1965 se firmó el primer convenio colectivo para la rama cinematográfica.
Desde 1983 se halla situada con domicilio en la calle Adolfo Alsina 1762, Buenos Aires, en el denominado Palacio Dassen, edificio este que es Monumento Histórico Artístico Nacional de la Argentina.